# Ника (кинопремия, 1988)
1-я торжественная церемония вручения профессиональных призов Союза кинематографистов СССР лучшим советским фильмам 1987 года состоялась 17 декабря 1988 года в Центральном доме кинематографистов на Васильевской улице в Москве. Названия у приза ещё не было придумано, и «Никой» награда стала именоваться только со 2-й церемонии.
На получение премии в 14 номинациях было представлено 20 художественных кинокартин, 6 документальных и научно-популярных лент и 3 мультипликационных фильма. Десять фильмов были удостоены призов, два из них получили более одной награды.
Почти половина из всех художественных картин, представленных к награждению, были сняты ещё в конце 1960-х — начале 1980-х годов, но по разным причинам ленты пролежали на полке до ослабления цензуры, с началом перестройки и вышли на экраны только в 1987 году. Одна из таких картин — драма 1984 года «Покаяние», режиссёра Тенгиза Абуладзе, стала триумфатором церемонии, получив призы во всех шести номинациях, в которых была представлена, включая награды за лучший фильм и лучшую режиссёрскую работу.
Специальный приз в номинации «Честь и достоинство» был присуждён режиссёру Юлию Райзману, чей 85-летний юбилей кинематографисты отпраздновали за несколько дней до торжественной церемонии.
Также на церемонии Юрий Сенкевич представил зрителям и вручил режиссёру Владимиру Меньшову статуэтку «Оскара», за картину «Москва слезам не верит», победившую в категории за лучший фильм на иностранном языке ещё в 1981 году. По словам Владимира Меньшова, он держал эту награду в руках впервые.

## Фильмы, представленные к наградам
Фильм (год) / Количество номинаций / количество наград
| Художественные фильмы                   | Художественные фильмы |
| --------------------------------------- | --------------------- |
| • Покаяние (1984)                       | 6 / 6                 |
| • Долгие проводы (1971)                 | 4 / 0                 |
| • Кин-дза-дза!                          | 2 / 2                 |
| • Плюмбум, или Опасная игра             | 2 / 0                 |
| • Одинокий голос человека (1978)        | 2 / 0                 |
| • Скорбное бесчувствие                  | 2 / 0                 |
| • Человек с бульвара Капуцинов          | 2 / 0                 |
| • Вторая попытка Виктора Крохина (1977) | 2 / 0                 |
| • Скверный анекдот (1966)               | 2 / 0                 |
| • Завтра была война                     | 1 / 1                 |
| • Знак беды                             | 1 / 1                 |
| • Короткие встречи (1967)               | 1 / 1                 |
| • Другая жизнь                          | 1 / 1                 |
| • Борис Годунов                         | 1 / 1                 |
| • Иванов катер (1972)                   | 1 / 0                 |
| • Без солнца                            | 1 / 0                 |
| • Лес (1980)                            | 1 / 0                 |
| • Курьер                                | 1 / 0                 |
| • Взломщик                              | 1 / 0                 |
| • Чужая белая и рябой                   | 1 / 0                 |

| • Колокол Чернобыля                  | 2 / 0 |
| • Легко ли быть молодым?             | 1 / 1 |
| • Высший суд                         | 1 / 0 |
|                                      |       |
| Научно-популярные фильмы             |       |
| • Максим Горький. Последние годы     | 1 / 1 |
| • Сделайте меня красивой             | 1 / 0 |
| • Вечерами… После свершений          | 1 / 0 |
|                                      |       |
| Мультипликационные фильмы            |       |
| • Возвращение блудного попугая       | 1 / 1 |
| • Жираф                              | 1 / 0 |
| • Контакты… конфликты… (мультсериал) | 1 / 0 |

## Список лауреатов и номинантов

### Основные категории
• Победители выделены отдельным цветом. 
| Категории                                                                                       | Лауреаты и номинанты                                                                                           |
| ----------------------------------------------------------------------------------------------- | --- |
| Лучший игровой фильм (награду вручали Наталья Негода и Элем Климов)                             | • Покаяние (режиссёр: Тенгиз Абуладзе) «Грузия-фильм»                                                          |
| Лучший игровой фильм (награду вручали Наталья Негода и Элем Климов)                             | • Долгие проводы (режиссёр: Кира Муратова) Одесская киностудия                                                 |
| Лучший игровой фильм (награду вручали Наталья Негода и Элем Климов)                             | • Плюмбум, или Опасная игра (режиссёр: Вадим Абдрашитов) «Мосфильм»                                            |
| Лучший документальный фильм (награду вручали Людмила Максакова и Виталий Коротич)               | • Легко ли быть молодым? (режиссёр: Юрис Подниекс) Рижская киностудия                                          |
| Лучший документальный фильм (награду вручали Людмила Максакова и Виталий Коротич)               | • Высший суд (режиссёр: Герц Франк) Рижская киностудия                                                         |
| Лучший документальный фильм (награду вручали Людмила Максакова и Виталий Коротич)               | • Колокол Чернобыля (режиссёр: Роллан Сергиенко) «Украинхроника»                                               |
| Лучший научно-популярный фильм                                                                  | • Максим Горький. Последние годы (режиссёр: Семён Аранович) Ленинградская студия документальных фильмов        |
| Лучший научно-популярный фильм                                                                  | • Сделайте меня красивой (режиссёр: Лео Бакрадзе) Грузинская студия научно-популярных и документальных фильмов |
| Лучший научно-популярный фильм                                                                  | • Вечерами… После свершений (режиссёр: Александр Роднянский) Киевская студия научно-популярных фильмов         |
| Лучший анимационный фильм (награду вручали Вера Глаголева и Екатерина Потанова)                 | • Возвращение блудного попугая (режиссёр: Александр Давыдов) «Союзмультфильм»                                  |
| Лучший анимационный фильм (награду вручали Вера Глаголева и Екатерина Потанова)                 | • Жираф (режиссёр: Рао Хейдметс) «Таллинфильм»                                                                 |
| Лучший анимационный фильм (награду вручали Вера Глаголева и Екатерина Потанова)                 | • Контакты… конфликты… (мультсериал) (режиссёр: Ефим Гамбург) «Союзмультфильм»                                 |
| Лучшая режиссура (награду вручали Марк Захаров и Александра Захарова)                           | • Тенгиз Абуладзе за фильм «Покаяние»                                                                          |
| Лучшая режиссура (награду вручали Марк Захаров и Александра Захарова)                           | • Кира Муратова — «Долгие проводы»                                                                             |
| Лучшая режиссура (награду вручали Марк Захаров и Александра Захарова)                           | • Александр Сокуров — «Одинокий голос человека» и «Скорбное бесчувствие»                                       |
| Лучшая сценарная работа (награду вручали Ирина Мирошниченко и Виктор Мережко)                   | • Нана Джанелидзе, Тенгиз Абуладзе и Резо Квеселава — «Покаяние»                                               |
| Лучшая сценарная работа (награду вручали Ирина Мирошниченко и Виктор Мережко)                   | • Александр Миндадзе — «Плюмбум, или Опасная игра»                                                             |
| Лучшая сценарная работа (награду вручали Ирина Мирошниченко и Виктор Мережко)                   | • Борис Васильев — «Иванов катер»                                                                              |
| Лучшая мужская роль (награду вручали Анастасия Вертинская, Татьяна Догилева и Аристарх Ливанов) | • Автандил Махарадзе — «Покаяние» (за роль Варлама Аравидзе / Авеля Аравидзе)                                  |
| Лучшая мужская роль (награду вручали Анастасия Вертинская, Татьяна Догилева и Аристарх Ливанов) | • Андрей Миронов (посмертно) — «Человек с бульвара Капуцинов» (за роль Джонни Фёста)                           |
| Лучшая мужская роль (награду вручали Анастасия Вертинская, Татьяна Догилева и Аристарх Ливанов) | • Михаил Глузский — «Без солнца» (за роль Луки)                                                                |
| Лучшая женская роль (награду вручали Сергей Шакуров и Андрей Руденский)                         | • Нина Русланова — «Завтра была война», «Знак беды» и «Короткие встречи»                                       |
| Лучшая женская роль (награду вручали Сергей Шакуров и Андрей Руденский)                         | • Зинаида Шарко — «Долгие проводы» (за роль Евгении Васильевны Устиновой)                                      |
| Лучшая женская роль (награду вручали Сергей Шакуров и Андрей Руденский)                         | • Людмила Гурченко — «Вторая попытка Виктора Крохина» (за роль Любы Крохиной)                                  |
| Лучшая эпизодическая актёрская работа (награду вручали Светлана Коркошко и Олег Янковский)      | • Ирина Купченко — «Другая жизнь» (за роль Лили)                                                               |
| Лучшая эпизодическая актёрская работа (награду вручали Светлана Коркошко и Олег Янковский)      | • Николай Рыбников — «Вторая попытка Виктора Крохина» (за роль Фёдора Ивановича)                               |
| Лучшая эпизодическая актёрская работа (награду вручали Светлана Коркошко и Олег Янковский)      | • Станислав Садальский — «Лес» (за роль Алексея Буланова)                                                      |
| Лучшая операторская работа (награду вручали Тамара Сёмина и Эмиль Лотяну)                       | • Михаил Агранович — «Покаяние»                                                                                |
| Лучшая операторская работа (награду вручали Тамара Сёмина и Эмиль Лотяну)                       | • Геннадий Карюк — «Долгие проводы»                                                                            |
| Лучшая операторская работа (награду вручали Тамара Сёмина и Эмиль Лотяну)                       | • Сергей Юриздицкий — «Одинокий голос человека» и «Скорбное бесчувствие»                                       |
| Лучшая музыка к фильму (награду вручали Наталья Фатеева и Микаэл Таривердиев)                   | • Гия Канчели — «Кин-дза-дза!»                                                                                 |
| Лучшая музыка к фильму (награду вручали Наталья Фатеева и Микаэл Таривердиев)                   | • Эдуард Артемьев — «Курьер»                                                                                   |
| Лучшая музыка к фильму (награду вручали Наталья Фатеева и Микаэл Таривердиев)                   | • Геннадий Гладков — «Человек с бульвара Капуцинов»                                                            |
| Лучшая работа звукооператора                                                                    | • Екатерина Попова — «Кин-дза-дза!»                                                                            |
| Лучшая работа звукооператора                                                                    | • Алиакпер Гасан-Заде — «Взломщик»                                                                             |
| Лучшая работа звукооператора                                                                    | • Владимир Зорин — «Колокол Чернобыля»                                                                         |
| Лучшая работа художника-постановщика                                                            | • Георгий Микеладзе — «Покаяние»                                                                               |
| Лучшая работа художника-постановщика                                                            | • Алексей Пархоменко (посмертно) — «Скверный анекдот»                                                          |
| Лучшая работа художника-постановщика                                                            | • Марксэн Гаухман-Свердлов — «Чужая белая и рябой»                                                             |
| Лучшая работа художника по костюмам                                                             | • Лидия Нови — «Борис Годунов»                                                                                 |
| Лучшая работа художника по костюмам                                                             | • Ганна Ганевская — «Скверный анекдот»                                                                         |

### Специальная награда
- Приз в номинации «Честь и достоинство» присуждён Юлию Яковлевичу Райзману